# Perelloner

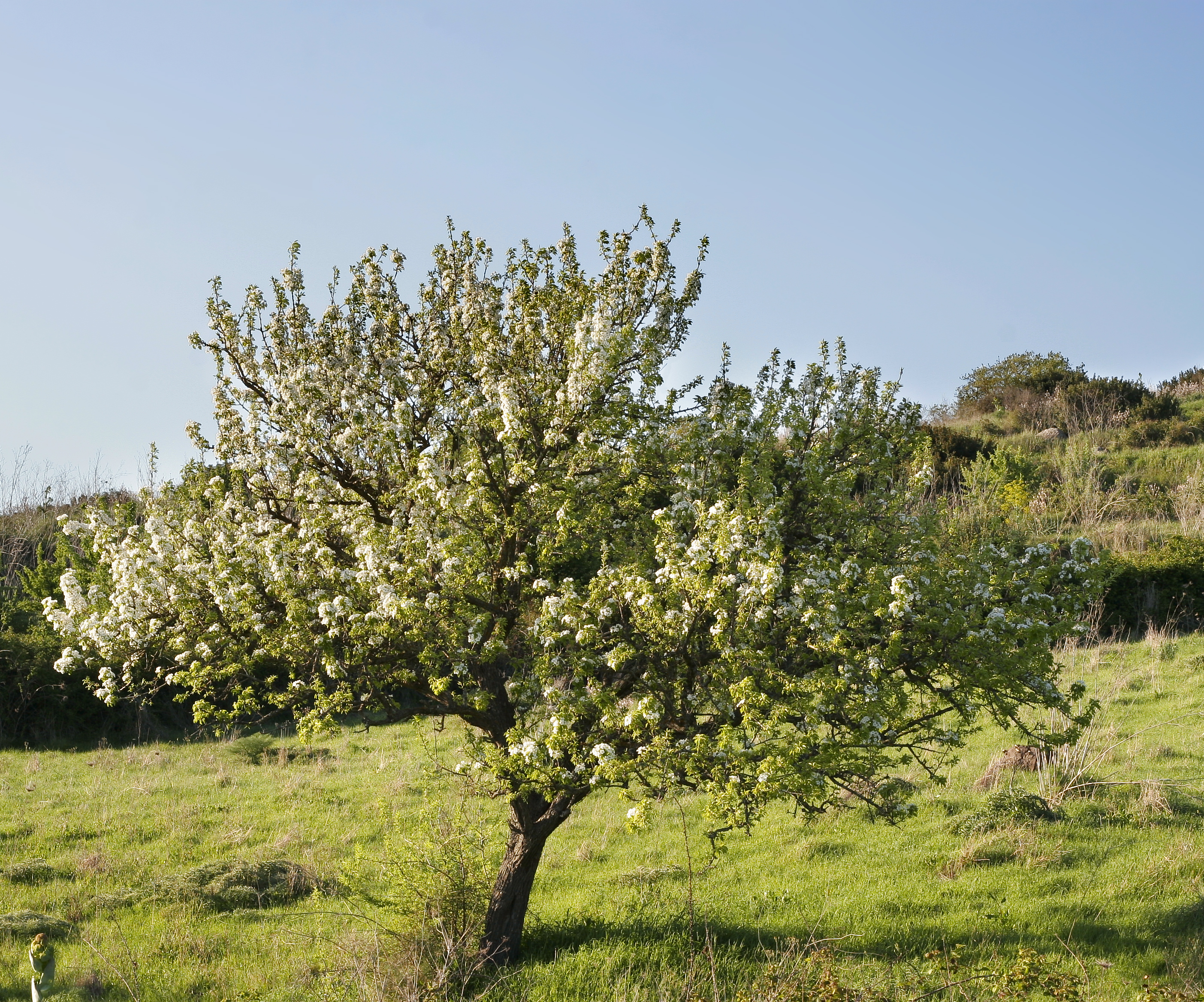
Perelloner florit

El perelloner (Pyrus spinosa) és una espècie de planta dins el mateix gènere que la perera (Pyrus); és un arbret o arbust caducifoli molt ramificat i espinós.

## Descripció
Pot arribar a fer 6 m d'alt i sovint té un aspecte arbustiu. És un arbret espinós de capçada irregular i amb les gemmes i els branquillons joves tomentosos.
Les seves fulles són el·líptiques, de 3 a 7 cm, enteres o formades per tres lòbuls poc pronunciats. Les flors són blanques i apareixen de març a abril.
El fruit (perelló) és globulós d'1 a 3 cm de diàmetre, de forma de pera arrodonida, de color groga a marró i porta les restes del calze. Acostuma a fructificar entre els mesos de setembre i octubre.

## Hàbitat i distribució
És originari de la conca de la Mediterrània (submediterrània). Als Països Catalans n'hi ha tan sols al Principat de Catalunya en bardisses poc humides a partir de 100 m i fins a 1.050 m d'altitud.